# 馬淵威雄
馬淵 威雄（まぶち たけお、1905年（明治38年）10月1日 - 1988年（昭和63年）9月20日）は、昭和期の実業家。死去時の役職は東宝相談役、フジテレビ取締役。京都府出身。

## 来歴・人物
水戸高等学校を経て1930年に京都大学法学部を卒業。戦時中は軍需省管理官、戦後は中央労働委員会で第一部長兼第二部長を務める。労働争議に悩んでいた東宝社長田辺加多丸（小林一三の実弟）の懇請により、1947年12月26日に東宝取締役（労務担当）に就任、新社長の渡辺銕蔵と共に人員整理に取り組み、翌1948年の第三次東宝争議を乗り切って、経営権や人事権を会社側の専権事項とした。
馬淵はそののち、1948年10月8日に代表取締役副社長に就任したが、1949年4月12日に常務取締役に降格するや、渡辺銕蔵と再建策をめぐって対立、1949年9月26日に辞任した。だが東宝の債務は解消されず、1950年3月25日に取締役に返り咲き、再び人員整理を行なった（第四次東宝争議）。
1957年10月5日に専務取締役、1962年には取締役副社長となる。1968年4月1日に東宝芸能アカデミーが発足し、校長となる。1970年には藤本真澄、田中友幸、西野一夫にそれぞれ東宝映画、東宝映像、東宝美術を創設させ、所属スタッフ、俳優の契約解除に取り組ませる。1974年、馬淵は代表取締役会長に就任。1981年に取締役相談役に退く（のち取締役は退任して相談役となる）。1988年9月20日に心不全のため82歳で死去。